# جون بيرسيفال (ضابط)
جون بيرسيفال (بالإنجليزية: John Percival)‏ هو ضابط أمريكي، ولد في 3 أبريل 1779 في West Barnstable, Massachusetts ‏ في الولايات المتحدة، وتوفي في 7 سبتمبر 1862 في دورشستر ‏ في الولايات المتحدة.